# Chloroclystis marmorata
Chloroclystis marmorata är en fjärilsart som beskrevs av W. Warren 1899. Chloroclystis marmorata ingår i släktet Chloroclystis och familjen mätare. Inga underarter finns listade i Catalogue of Life.